# الصلوات المسنونة
الصلوات المسنونة، هي الصلوات التي  داوم النبي محمد عليها وأمر أصحابه بأدائها في أوقات مخصوصة.

## نبذة

في العقيدة الإسلامية فرض الله على المسلم خمس صلوات بين اليوم والليلة، وترك له الخيار ليتقرب إليه بما شاء من النوافل، لتكون جيرا لما عسى أن يكون قد وقع في الفرائض من نقص، ولما في الصلاة من فضائل ليست لغيرها من العبادات،  كمان ذُكر في القرآن: «وَمِنَ اللَّيْلِ فَتَهَجَّدْ بِهِ نَافِلَةً لَّكَ عَسَىٰ أَن يَبْعَثَكَ رَبُّكَ مَقَامًا مَّحْمُودًا» (الإسراء 79).
وقد داوم الرسول محمد على الصلوات وأمر أصحابه بأدائها في أوقات مخصوصة، استثنى منها أداء النوافل بعد صلاة العصر حتى تصلى صلاة المغرب وبعد صلاة الصبح حتى ترتفع الشمس قدر رمح.

## النوافل اليومية
النوافل المشروعة مع الفرائض التي كان النبي يحافظ عليها ويلازمها، اثنتا عشرة ركعة، هذه رواتب وتسمى نوافل، كان الرسول يحافظ عليها، كما ثبت ذلك من حديث ابن عمر وعائشة وأم حبيبة وغيرهم. وهي أربع قبل الظهر تسليمتان، وثنتان بعد الظهر، وثنتان بعد المغرب، وثنتان بعد العشاء، وثنتان قبل صلاة الصبح، هذه يُقال: لها الرواتب، ويُقال لها: النوافل المؤكدة، يقول ابن عمر :«صَلَّيْتُ مَعَ رسُول اللَّهِ ﷺ رَكْعَتَيْنِ قَبْلَ الظُّهْرِ، وَرَكْعَتَيْنِ بَعْدَهَا، ورَكْعَتيْنِ بَعْدَ الجُمُعةِ، ورَكْعتيْنِ بَعْد المغرِبِ، وركْعتيْنِ بعْد العِشَاءِ»، قال: فأما المغرب والعشاء والفجر والجمعة ففي بيته، وقالت عائشة: (كان يصلي قبل الظهر أربعاً) هذا مما حفظته عائشة وحفظته أم سلمة أيضاً، فدل ذلك على أن الأكمل أربع قبل الظهر، وإذا اقتصر على ثنتين كما قال ابن عمر كفى ذلك.
ولكن الأفضل مثل ما دل عليه حديث عائشة وأم حبيبة، إنه يصلى أربعاً قبل الظهر بتسليمتين، فيكون الجميع ثنتي عشرة ركعة، هذا هو الكمال وهذا هو المحفوظ عن النبي محمد.

## تحية المسجد
تحية المسجد: هي ركعتان يؤديهما المصلي الداخل إلى المسجد بقصد الجلوس فيه، إذا كان على وضوء وكان وقت جواز التنفل، وهي أحد السنن المؤكدة لما جاء في حديث أبي قتادة: «إذا دخَل أحدُكم المسجدَ فلا يَجلِسْ حتى يصلِّيَ ركعتَين».

## رغيبة الفجر
رغيبة الفجر هي ركعتان يصليهما المسلم قبل صلاة الصبح ويقضها من فاتته ولا يقضى نفل سواها، وإذ تقضى إلى الزوال. وعن عائشة قالت: «لم يكُنِ النبيُّ صلَّى اللهُ عليه وسلَّم على شيءٍ مِن النوافلِ أَشدَّ تعاهُدًا منْه على رَكعتَي الفجرِ».

## صلاة الضحى

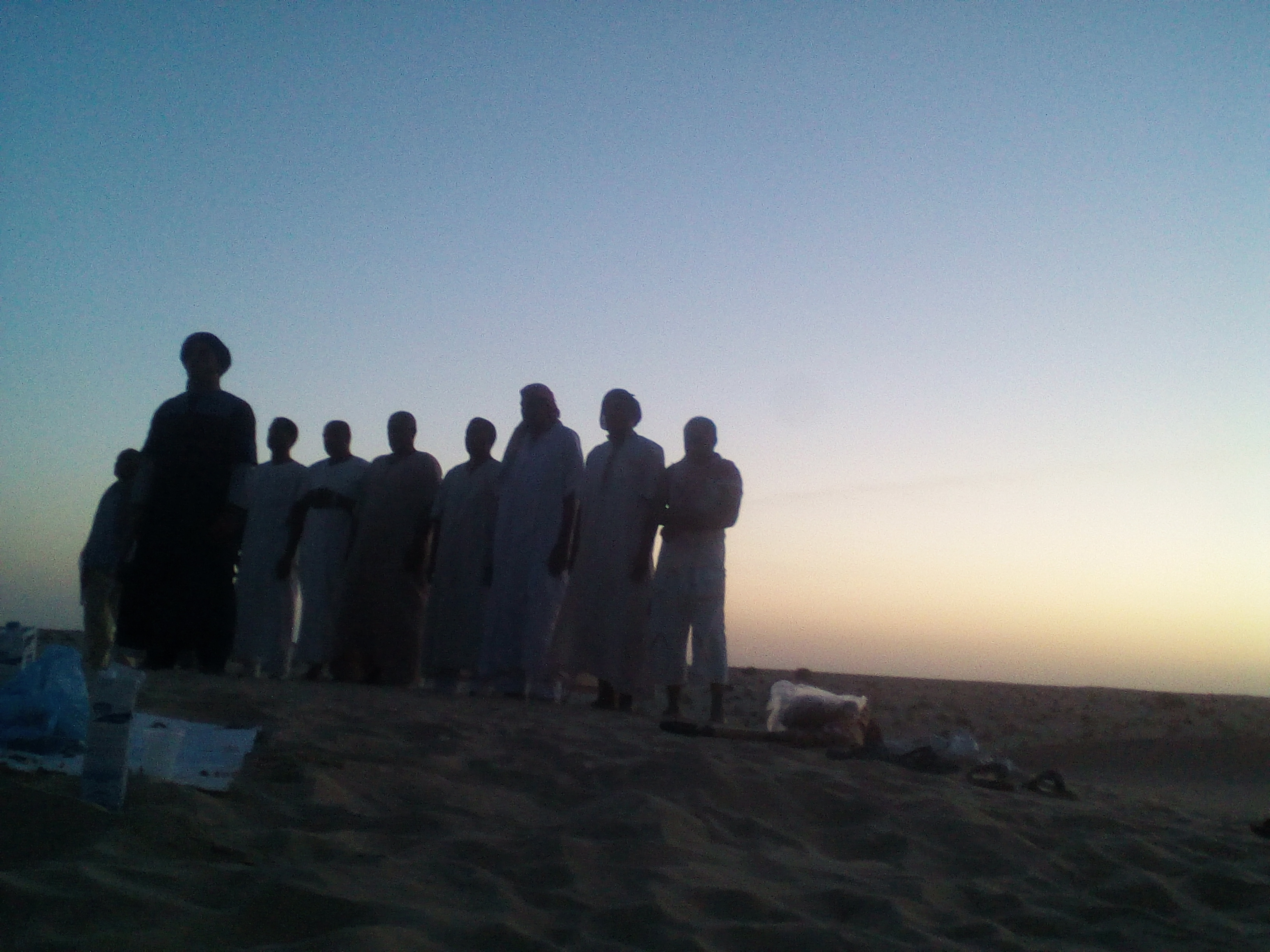
صلاة المغرب

صلاة الضحى وأقلها ركعتان لا أكثر ثماني ركعات، ويبتدئ وقتها بارتفاع الشمس قدر الرمح وينتهي بالزوال. وقد رغب فيها الرسول محمد وأوصى بها أبا هريرة حيث قال: (أوصاني خليلي صلى الله عليه وسلم بثلاث: صيام ثلاثة أيام من كل شهر وركعتي الضحى، وأن أوتر قبل أن أرقد).
ركعتان قبل الظهر والعصر، وبعد الظهر والمغرب.

## التهجد
رغب القرآن في الصلاة في جوف الليل، وخاصة الثلث الأخير منه وبين أن المحافظين على قيام الليل سيبعثهم الله مقاماً محموداً في الآخرة.
وقد كان الرسول محمد يفتتح صلاته بالليل بركعتين خفيفتين، ثم يتم صلاته إحدى عشرة ركعة يسلم من كل ركعتين، ويختم صلاته بركعة مستقلة بتشهد وسلام وهي التي تطلق عليها صلاة الوتر.

## صلاة الوتر
صلاة الوتر وهي سنة مؤكدة حثَ الرسول محمد على صلاتها، ورغب فيها أوصى به أبا هريرة، وهي ركعة يختم بها المسلم صلاة يومه، وقد روي عن علي أنه قال: «ألا إنَّ الوترَ ليسَ بِحَتمٍ كصلاتِكُمِ المَكْتوبةِ، ولَكِنَّ رسولَ اللَّهِ صلَّى اللَّهُ عليهِ وسلَّمَ أوترَ ثمَّ قالَ: أوتِروا يا أَهْلَ القُرآنِ، أوتِروا فإنَّ اللَّهَ وترٌ يحبُّ الوترَ».